# 公孙朝 (鲁国)
公孙朝，姬姓，名朝，孟懿子时的成地大夫。
前516年，齐景公派公子鉏带兵护送被三桓赶走的鲁昭公回国。公孙朝对季平子说：“像成这样的‘都’，是用来保卫国家的，请让我们来抵御齐军。”季平子答应了。公孙朝请求送人质到季孙氏这里，季平子不答应，说：“相信你，这就足够了。”
公孙朝假装对齐军说：“孟氏，是鲁国的破落户。他们使用成地太过分了，我们已经无法忍受，恳请投降齐国，休养生息。”齐军包围了成地，在淄水饮马，成地的军队进攻齐军，欺骗齐人说这是做样子给大家看的。鲁国准备充分后，告诉齐人因为拗不过大家的意愿，就不投降了。